# عبار الحجر (الرجم)

تعديل مصدري - تعديل

عبار الحجر هي إحدى قرى عزلة العزكي بمديرية الرجم التابعة لمحافظة المحويت، بلغ تعداد سكانها 403 نسمة حسب تعداد اليمن لعام 2004.